# 南浡里
南浡里（Lambri），13世纪至15世纪苏门答腊岛西的一小国，《爪哇史颂》作Lamuri，《马可波罗游记》作Lambri，宋代《诸蕃志》作兰无里、《岛夷志略》作喃诬哩、《瀛涯胜览》作南浡里、《西洋番国志》作南巫里。
南浡里国，东接黎代，西与北临大海，海中有帽山（今韦岛），山之西是南浡里海；国南边是山，山之南又临海。15世纪初，南浡里全国仅千余户，信奉伊斯兰教，国王也信奉伊斯兰教。国王居所用大木架高三四丈，楼下放牛羊等牲口。明永乐七年（1409年）南浡里王曾率领臣下数十人，随郑和宝船到京师，进贡降真香等物品。
16世纪中叶，南浡里改名为亚齐，在今印尼亚齐区，亚齐河口哥打拉贾（Kutaraja）。

## 外部連結
[在维基数据编辑]
 《欽定古今圖書集成·方輿彙編·邊裔典·南巫里部》，出自陈梦雷《古今圖書集成》
 《欽定古今圖書集成·方輿彙編·邊裔典·南渤利部》，出自陈梦雷《古今圖書集成》
 《明史卷三百二十五》，出自《明史》
 《明史卷三百二十六》，出自《明史》